# Christian Atsu
Christian Atsu Twasam (født. 10. januar 1992 - død ca. d. 6. februar 2023; bekræftet død den 18. februar) var en ghanesisk professionel fodboldspiller, der primært spillede som kantspiller, men også blev brugt som angribende midtbanespiller eller venstre bak.
Atsu startede sin karriere med Porto og tilbragte en sæson på lån hos Rio Ave. I 2013 blev han købt af Chelsea for £3,5 millioner og derefter udlånt til Vitesse Arnhem, Everton, AFC Bournemouth og Málaga. Efter at have tilbragt sæsonen 2016-17 på lån hos Newcastle United, skiftede han permanent til klubben i maj 2017. Efter afslutningen på hans fireårige kontrakt spillede han for Al Raed i Saudi-Arabien og Hatayspor i Tyrkiet, hvor han i en alder af 31 år døde under jordskælvene i Tyrkiet og Syrien i 2023.
Med 65 landskampe fra 2012 til 2019 var Atsu fuldt international og repræsenterede Ghana ved 2014 FIFA World Cup og fire Africa Cup of Nations-turneringer. Han hjalp holdet til at slutte på en andenplads ved 2015 Africa Cup of Nations, hvor han også vandt Prisen for Turneringens Bedste Spiller og Målet i Turneringen.

## Privat liv
Atsu var en from kristen, der delte bibelvers på sociale medier. Louise Taylor, som skrev Atsus nekrolog i Guardian, beskrev ham som "en sand kristen på enhver tænkelig måde". Han var aktiv inden for velgørenhed og var ambassadør for Arms Around the Child, en organisation der støtter udsatte børn. Han betalte også tusindvis af pund i kaution for at befri ghanesere, der var blevet fængslet for at stjæle mad.
Han var ud af ti søskende, herunder hans tvillingesøster, og hans far var fisker og landmand ved Volta-floden. Atsu var gift med forfatteren Marie-Claire Rupio, og havde med hende to sønner og en datter.

## Død
Den 6. februar 2023 forsvandt Atsu umiddelbart efter jordskælvet i Tyrkiet og Syrien. Der var frygt for, at han var fanget under ruinerne af Hatayspors hovedkvarter i Antakya. Atsu skulle have fløjet ud af det sydlige Tyrkiet få timer før jordskælvet, men Hatayspors manager sagde, at han blev hos klubben efter at have scoret det vindende mål i en kamp den 5. februar. Dagen efter sagde klubbens vicepræsident, Mustafa Özat, at Atsu var blevet reddet og var ved at komme sig på hospitalet, mens manager Volkan Demirel den 8. februar sagde, at Atsu og sportsdirektør Taner Savut stadig var savnet. Den 14. februar bekræftede Atsus agent, at to par af hans sko var blevet fundet, men at Atsu selv stadig ikke var blevet fundet. Den 18. februar bekræftede hans agent, at hans lig var blevet fundet under ruinerne af det bygning han boede i. Nyhedsmedier rapporterede hans død omkring kl. 6.
Atsus tidligere klub Newcastle United hyldede ham ved deres kamp mod Liverpool den 18. februar. Inden kampens start blev der afholdt et minuts applaus. Atsus enke og deres børn var til stede. Hyldesten blev også vist ved andre Premier League-kampe i weekenden.

## Statistik

### Klub
| Rio Ave                 | 2011–12         | Primeira Liga    | 27  | 6  | 1  | 0 | 2  | 0 | —  | — | 30  | 6  |
| Porto                   | 2012–13         | Primeira Liga    | 17  | 1  | 3  | 0 | 1  | 0 | 8  | 0 | 29  | 1  |
| Vitesse (leje)          | 2013–14         | Eredivisie       | 28  | 5  | 2  | 0 | —  | — | 0  | 0 | 30  | 5  |
| Everton (leje)          | 2014–15         | Premier League   | 5   | 0  | 0  | 0 | 1  | 0 | 7  | 0 | 13  | 0  |
| Bournemouth (leje)      | 2015–16         | Premier League   | 0   | 0  | 0  | 0 | 2  | 0 | —  | — | 2   | 0  |
| Málaga (leje)           | 2015–16         | La Liga          | 12  | 2  | 0  | 0 | —  | — | —  | — | 12  | 2  |
| Newcastle United (leje) | 2016–17         | Championship     | 32  | 5  | 0  | 0 | 3  | 0 | —  | — | 35  | 5  |
| Newcastle United        | 2017–18         | Premier League   | 28  | 2  | 1  | 0 | 0  | 0 | —  | — | 29  | 2  |
| Newcastle United        | 2018–19         | Premier League   | 28  | 1  | 3  | 0 | 1  | 0 | —  | — | 32  | 1  |
| Newcastle United        | 2019–20         | Premier League   | 19  | 0  | 4  | 0 | 1  | 0 | —  | — | 24  | 0  |
| Newcastle United        | 2020–21         | Premier League   | 0   | 0  | 0  | 0 | 1  | 0 | —  | — | 1   | 0  |
| Newcastle United        | Newcastle total | Newcastle total  | 107 | 8  | 8  | 0 | 6  | 0 | —  | — | 121 | 8  |
| Al-Raed                 | 2021–22         | Saudi Pro League | 8   | 0  | 0  | 0 | —  | — | —  | — | 8   | 0  |
| Hatayspor               | 2022–23         | Süper Lig        | 3   | 1  | 1  | 0 | —  | — | —  | — | 4   | 1  |
| Karriere total          | Karriere total  | Karriere total   | 207 | 23 | 15 | 0 | 12 | 0 | 15 | 0 | 249 | 23 |

### Landshold
| Landshold | År    | Kampe | Mål |
| --------- | ----- | ----- | --- |
| Ghana     | 2012  | 7     | 2   |
| Ghana     | 2013  | 13    | 3   |
| Ghana     | 2014  | 11    | 1   |
| Ghana     | 2015  | 12    | 3   |
| Ghana     | 2016  | 6     | 1   |
| Ghana     | 2017  | 8     | 0   |
| Ghana     | 2018  | 2     | 0   |
| Ghana     | 2019  | 6     | 0   |
| Total     | Total | 65    | 10  |